# Hans Hansen Lindenov (rigsråd)
 Der er flere personer med dette navn, se Hans Hansen.
 Der er flere personer med dette navn, se Hans Lindenov.
 Der er flere personer med dette navn, se Hans Hansen Lindenov.
Hans Hansen Lindenov til Gavnø (25. marts 1616 på Gavnø – 29. maj 1659 i København) var en dansk rigsråd. Han var far til Sophie Amalie Lindenov.
Han var søn af Hans Johansen Lindenov (død 1642) og Lisbeth Sophie Rantzau. I 1635 blev han hofjunker og året efter kammerjunker. Kort inden blev han forlovet med Elisabeth Augusta, datter af Christian 4. og Kirstine Munk. De blev gift 27. oktober 1639 på Københavns Slot, og samtidig forlod han hoftjenesten og fik Kalundborg Len. 
I maj 1640 blev han optaget i rigsrådet. Som rigsråd sluttede sig hverken til Corfits Ulfeldt eller Hannibal Sehested, der rivaliserede. Men senest, da Christian 4.'s adfærd over for Kirstine Munk ved hendes fængsling på Boller 1646 bragte de fleste af hans svigersønner i opposition, var det forbi med hans venskab med kongen. Han fik dog i 1647 ved Hannibal Sehesteds hjælp anvist en årlig pension af de norske indtægter.
Under mellemregeringen efter Christian 4.'s død optrådte han ivrig for anerkendelsen af kongens ægteskab med deres svigermoder; han blev ridder ved Frederik 3.'s kroning i november 1648. Da svogerpartiet faldt, mistede han 1650 sin pension; men da Hannibal Sehested og Corfits Ulfeldt blev styrtede året efter, bøjede han sig for magten. Hans anseelse var imidlertid helt forbi, han havde kun skyldt den sit ægteskab; dette betød nu intet og var tilmed ulykkeligt. 
Hans huslærer, Carl von Køhlen, klagede til kongen over ham. En anden af hans tjenere, som stod i forbindelse med læreren, og som blev anholdt i København, blev det nægtet ham at få udleveret. Med Kirstine Munk levede han i den værste kiv, hun hadede ham på grund af de pengekrav, han stillede til hende, og fordi han virkede for sønnen Valdemar Christians forsoning med kongen. En af hendes døtre, Hannibal Sehesteds hustru Christiane, gav ham skylden for at have ærgret moderen til døde. 
I 1658 ombyttede han Kalundborg Len med Skt. Knuds Kloster i Odense, men opholdt sig under belejringen af København i 1659 i hovedstaden, hvor han døde.